# Майер-Клазон, Курт
Курт Майер-Клазон (нем. Curt Meyer-Clason; 19 сентября 1910, Людвигсбург — 13 января 2012, Мюнхен) — немецкий писатель

 и переводчик.

## Биография
Окончил гимназию в Штутгарте (1929), затем изучал в Штутгарте и Берлине торговое дело. С 1936 года занимался предпринимательской деятельностью, работал торговым представителем во Франции и Аргентине, в 1937 году обосновался в Бразилии в Сан-Паулу, продавая американский хлопок. В 1942—1944 гг. в связи со Второй мировой войной был интернирован на бразильском острове Илья-Гранди как нежелательный иностранец. Во время пребывания в лагере увлёкся литературой, о чём в дальнейшем рассказал в автобиографическом романе «Экватор» (нем. Äquator; 1986).
В 1955 году вернулся в Германию, где занялся литературным трудом. В 1969—1976 гг. возглавлял отделение Института имени Гёте в Лиссабоне, этот период его жизни освещён в позднейшей книге «Португальские дневники» (нем. Portugiesische Tagebücher; 1979). По возвращении из Португалии жил и работал в Мюнхене.
Член-корреспондент Бразильской академии литературы (1981).

## Творчество
В 1955 году дебютировал как переводчик с книгой швейцарского психоаналитика Сильвио Фанти «Я боюсь, доктор», переведённой с французского языка. На протяжении последующих четырёх с лишним десятилетий опубликовал десятки переводных книг, среди которых преобладали сочинения латиноамериканских писателей, в том числе 11 книг Габриэля Гарсиа Маркеса, 8 книг Жуана Гимарайнса Розы — творческое содружество, вызвавшее особый интерес специалистов, 5 книг Жоржи Амаду, по 4 книги Хорхе Луиса Борхеса и Сесара Вальехо. Отдельные произведения Майер-Клазон переводил и с других языков, помимо испанского и португальского, — в том числе роман Владимира Набокова «Пнин» (с английского) и несколько стихотворений Иосифа Бродского (с русского); среди переводов Майера-Клазона с французского — книга Владимира Вейдле «Россия отсутствующая и присутствующая» (1956, вместе с Маргаретой фон Райсшах-Шеффель).
Майер-Клазон составил более десятка сборников и антологий бразильской, португальской, аргентинской поэзии и прозы в немецких переводах. Он также внёс вклад и в популяризацию немецкой литературы в Латинской Америке, напечатав в 1969 году в Парагвае книгу «Современная немецкая литература» (исп. Literatura alemana actual).
Собственные сочинения Майера-Клазона носят преимущественно автобиографический характер.